# Wahlkreis Bozen (Senato della Repubblica)
Der Wahlkreis Bozen ist seit 1948 ein Wahlkreis (collegio elettorale) für den italienischen Senat, der kleineren der beiden Parlamentskammern der italienischen Republik. Er gehört zum Wahlbezirk Trentino-Südtirol (Region Trentino-Südtirol); die bevölkerungsreichste Stadt ist Bozen.

## Von 1948 bis 1991

### Wahlkreisgebiet
Zum Wahlkreis gehörten folgende Gemeinden: Altrei, Eppan, Bozen, Branzoll, Kuens, Kaltern, Tscherms, Kurtatsch, Neumarkt, Gargazon, Algund, Leifers, Lana, Margreid, Marling, Mölten, Meran, Montan, Nals, Auer, Burgstall, Riffian, Rumo (ausschließlich Laurein und Proveis), St. Felix (Gemeinde bis 1974), Jenesien, Salurn, Schenna, Unsere Liebe Frau im Walde (Gemeinde bis 1974), Terlan, Tramin, Tisens, Tirol, Truden, Pfatten, Aldein und Vöran; Laurein und Proveis (Gemeinden seit 1949); Kurtinig (Kurtinig an der Etsch; Gemeinde seit 1952); Andrian (Gemeinde seit 1953); Hafling (Gemeinde seit 1957); Unsere Liebe Frau im Walde-St. Felix (Gemeinde seit 1974).

### Wahlergebnisse

#### Wahl 1948
| Kandidaten               | Kandidaten              | Parteien                      | Stimmen | %    |
| ------------------------ | ----------------------- | ----------------------------- | ------- | ---- |
|                          | Carl Braitenberggewählt | Südtiroler Volkspartei        | 36.320  | 48,9 |
|                          | Luigi Negri             | Democrazia Cristiana          | 21.502  | 28,9 |
|                          | Eugenio Rednich         | Fronte Democratico Popolare   | 8.888   | 12,0 |
|                          | Giuseppe Disertori      | Partito Repubblicano Italiano | 4.079   | 5,5  |
|                          | Alvise Fiorio           | Blocco Nazionale              | 3.541   | 4,8  |
| Gesamt                   | Gesamt                  | Gesamt                        | 74.330  | 100  |
|                          |                         |                               |         |      |
| Ungültige Stimmen        | Ungültige Stimmen       | Ungültige Stimmen             | 3.958   | 5,1  |
| Wähler                   | Wähler                  | Wähler                        | 78.288  | 87,5 |
| Wahlberechtigte          | Wahlberechtigte         | Wahlberechtigte               | 89.476  |      |
|                          |                         |                               |         |      |
| Quelle: Innenministerium |                         |                               |         |      |

#### Wahl 1953
| Kandidaten               | Kandidaten                  | Parteien                                | Stimmen | %    |
| ------------------------ | --------------------------- | --------------------------------------- | ------- | ---- |
|                          | Carl Braitenberggewählt     | Südtiroler Volkspartei                  | 40.591  | 45,5 |
|                          | Silvio Brisotto             | Democrazia Cristiana                    | 20.967  | 23,5 |
|                          | Giuseppe Ferrandi           | Partito Socialista Italiano             | 13.604  | 15,3 |
|                          | Delfino Adrizzone           | Movimento Sociale Italiano              | 6.100   | 6,8  |
|                          | Cesare Bonatta              | Partito Socialista Democratico Italiano | 4.639   | 5,2  |
|                          | M. Costanzia di Costigliole | Partito Nazionale Monarchico            | 3.244   | 3,6  |
| Gesamt                   | Gesamt                      | Gesamt                                  | 89.145  | 100  |
|                          |                             |                                         |         |      |
| Ungültige Stimmen        | Ungültige Stimmen           | Ungültige Stimmen                       | 2.984   | 3,2  |
| Wähler                   | Wähler                      | Wähler                                  | 92.129  | 95,0 |
| Wahlberechtigte          | Wahlberechtigte             | Wahlberechtigte                         | 96.945  |      |
|                          |                             |                                         |         |      |
| Quelle: Innenministerium |                             |                                         |         |      |

#### Wahl 1958
| Kandidaten               | Kandidaten           | Parteien                   | Stimmen | %    |
| ------------------------ | -------------------- | -------------------------- | ------- | ---- |
|                          | Luis Sandgewählt     | Südtiroler Volkspartei     | 44.625  | 46,8 |
|                          | Luigi Candido Rosati | Democrazia Cristiana       | 20.246  | 21,2 |
|                          | Livia Battisti       | PSI – PSDI                 | 16.037  | 16,8 |
|                          | Andrea Mitolo        | Movimento Sociale Italiano | 10.902  | 11,4 |
|                          | Carlo Bertacchi      | Partito Liberale Italiano  | 3.597   | 3,8  |
| Gesamt                   | Gesamt               | Gesamt                     | 95.407  | 100  |
|                          |                      |                            |         |      |
| Ungültige Stimmen        | Ungültige Stimmen    | Ungültige Stimmen          | 6.480   | 6,4  |
| Wähler                   | Wähler               | Wähler                     | 101.887 | 95,1 |
| Wahlberechtigte          | Wahlberechtigte      | Wahlberechtigte            | 107.109 |      |
|                          |                      |                            |         |      |
| Quelle: Innenministerium |                      |                            |         |      |

#### Wahl 1963
| Kandidaten               | Kandidaten           | Parteien                                | Stimmen | %    |
| ------------------------ | -------------------- | --------------------------------------- | ------- | ---- |
|                          | Luis Sandgewählt     | Südtiroler Volkspartei                  | 41.474  | 39,4 |
|                          | Luigi Candido Rosati | Democrazia Cristiana                    | 21.459  | 20,4 |
|                          | O. Lucchi            | Partito Socialista Italiano             | 13.812  | 13,1 |
|                          | Josef Raffeiner      | Partito Liberale Italiano               | 8.911   | 8,5  |
|                          | D. Ardizzone         | Movimento Sociale Italiano              | 7.540   | 7,2  |
|                          | Decio Molignoni      | Partito Socialista Democratico Italiano | 7.230   | 6,9  |
|                          | Livia Battisti       | Sinistra indipendente                   | 4.773   | 4,5  |
| Gesamt                   | Gesamt               | Gesamt                                  | 105.199 | 100  |
|                          |                      |                                         |         |      |
| Ungültige Stimmen        | Ungültige Stimmen    | Ungültige Stimmen                       | 5.123   | 4,6  |
| Wähler                   | Wähler               | Wähler                                  | 110.322 | 95,1 |
| Wahlberechtigte          | Wahlberechtigte      | Wahlberechtigte                         | 115.952 |      |
|                          |                      |                                         |         |      |
| Quelle: Innenministerium |                      |                                         |         |      |

#### Wahl 1968
| Kandidaten               | Kandidaten           | Parteien                                  | Stimmen | %    |
| ------------------------ | -------------------- | ----------------------------------------- | ------- | ---- |
|                          | Peter Bruggergewählt | Südtiroler Volkspartei                    | 47.182  | 41,3 |
|                          | Luigi Candido Rosati | Democrazia Cristiana                      | 22.854  | 20,0 |
|                          | O. Lucchi            | Partito Socialista Unificato (PSI – PSDI) | 15.390  | 13,5 |
|                          | Andrea Mascagni      | PCI – PSIUP                               | 12.035  | 10,5 |
|                          | D. Ardizzone         | Movimento Sociale Italiano                | 7.171   | 6,3  |
|                          | C. Bertacchi         | Partito Liberale Italiano                 | 5.709   | 5,0  |
|                          | T. H. Hoffer         | Soziale Fortschrittspartei Südtirols      | 2.605   | 2,3  |
|                          | G. Recla             | Partito Repubblicano Italiano             | 1.229   | 1,1  |
| Gesamt                   | Gesamt               | Gesamt                                    | 114.175 | 100  |
|                          |                      |                                           |         |      |
| Ungültige Stimmen        | Ungültige Stimmen    | Ungültige Stimmen                         | 5.652   | 4,7  |
| Wähler                   | Wähler               | Wähler                                    | 119.827 | 95,2 |
| Wahlberechtigte          | Wahlberechtigte      | Wahlberechtigte                           | 125.834 |      |
|                          |                      |                                           |         |      |
| Quelle: Innenministerium |                      |                                           |         |      |

#### Wahl 1972
| Kandidaten               | Kandidaten                  | Parteien                                      | Stimmen | %    |
| ------------------------ | --------------------------- | --------------------------------------------- | ------- | ---- |
|                          | Peter Bruggergewählt        | PPST – PPTT                                   | 42.283  | 35,0 |
|                          | Luigi Candido Rosatigewählt | Democrazia Cristiana                          | 29.276  | 24,2 |
|                          | Lionello Bertoldi           | PCI – PSIUP                                   | 11.617  | 9,6  |
|                          | C. Emeri                    | Partito Socialista Italiano                   | 11.287  | 9,3  |
|                          | Hans Dietl                  | Sozialdemokratische Partei Südtirols          | 9.334   | 7,7  |
|                          | D. Ardizzone                | Movimento Sociale Italiano – Destra Nazionale | 7.882   | 6,5  |
|                          | Decio Molignoni             | Partito Socialista Democratico Italiano       | 6.502   | 5,4  |
|                          | G. Moretti                  | Partito Repubblicano Italiano                 | 2.766   | 2,3  |
| Gesamt                   | Gesamt                      | Gesamt                                        | 120.947 | 100  |
|                          |                             |                                               |         |      |
| Ungültige Stimmen        | Ungültige Stimmen           | Ungültige Stimmen                             | 6.415   | 5,0  |
| Wähler                   | Wähler                      | Wähler                                        | 127.362 | 95,5 |
| Wahlberechtigte          | Wahlberechtigte             | Wahlberechtigte                               | 133.395 |      |
|                          |                             |                                               |         |      |
| Quelle: Innenministerium |                             |                                               |         |      |

#### Wahl 1976
| Kandidaten               | Kandidaten               | Parteien                                      | Stimmen | %    |
| ------------------------ | ------------------------ | --------------------------------------------- | ------- | ---- |
|                          | Karl Mitterdorfergewählt | Südtiroler Volkspartei                        | 53.197  | 42,2 |
|                          | Diego Uvietta            | Democrazia Cristiana                          | 25.641  | 20,3 |
|                          | Andrea Mascagni          | Partito Comunista Italiano                    | 20.177  | 16,0 |
|                          | Claudio Nolet            | Partito Socialista Italiano                   | 12.085  | 9,6  |
|                          | Giovanni Levrini         | PLI – PRI – PSDI                              | 7.037   | 5,6  |
|                          | Luigi Montali            | Movimento Sociale Italiano – Destra Nazionale | 5.341   | 4,2  |
|                          | August Pardatscher       | Sozialdemokratische Partei Südtirols          | 2.543   | 2,0  |
| Gesamt                   | Gesamt                   | Gesamt                                        | 126.021 | 100  |
|                          |                          |                                               |         |      |
| Ungültige Stimmen        | Ungültige Stimmen        | Ungültige Stimmen                             | 5.046   | 3,8  |
| Wähler                   | Wähler                   | Wähler                                        | 131.067 | 95,2 |
| Wahlberechtigte          | Wahlberechtigte          | Wahlberechtigte                               | 137.606 |      |
|                          |                          |                                               |         |      |
| Quelle: Innenministerium |                          |                                               |         |      |

#### Wahl 1979
| Kandidaten               | Kandidaten               | Parteien                                      | Stimmen | %    |
| ------------------------ | ------------------------ | --------------------------------------------- | ------- | ---- |
|                          | Karl Mitterdorfergewählt | Südtiroler Volkspartei                        | 56.713  | 44,5 |
|                          | Andrea Mascagni          | Democrazia Cristiana                          | 23.408  | 18,4 |
|                          | Claudio Nolet            | Partito Comunista Italiano                    | 18.850  | 14,8 |
|                          | A. Canestrini            | Partito Socialista Italiano                   | 8.646   | 6,8  |
|                          | Luigi Montali            | Partito Radicale                              | 5.847   | 4,6  |
|                          | R. Branz                 | Movimento Sociale Italiano – Destra Nazionale | 5.175   | 4,1  |
|                          | Egmont Jenny             | Partito Socialista Democratico Italiano       | 3.854   | 3,0  |
|                          | E. Milan ved. Bresadola  | PRI – SFP                                     | 2.883   | 2,3  |
|                          | N. D’Orio                | Partito Liberale Italiano                     | 1.676   | 1,3  |
|                          | M. I. Greco in Gallippi  | Costituente di Destra – Democrazia Nazionale  | 505     | 0,4  |
| Gesamt                   | Gesamt                   | Gesamt                                        | 127.557 | 100  |
|                          |                          |                                               |         |      |
| Ungültige Stimmen        | Ungültige Stimmen        | Ungültige Stimmen                             | 5.441   | 4,1  |
| Wähler                   | Wähler                   | Wähler                                        | 132.998 | 93,8 |
| Wahlberechtigte          | Wahlberechtigte          | Wahlberechtigte                               | 141.748 |      |
|                          |                          |                                               |         |      |
| Quelle: Innenministerium |                          |                                               |         |      |

#### Wahl 1983
| Kandidaten               | Kandidaten               | Parteien                                      | Stimmen | %    |
| ------------------------ | ------------------------ | --------------------------------------------- | ------- | ---- |
|                          | Karl Mitterdorfergewählt | Südtiroler Volkspartei                        | 54.544  | 44,4 |
|                          | Armando Bertorelle       | Democrazia Cristiana                          | 20.412  | 16,6 |
|                          | Andrea Mascagni          | Partito Comunista Italiano                    | 17.523  | 14,2 |
|                          | Pier Giorgio Agostini    | Partito Socialista Italiano                   | 9.066   | 7,4  |
|                          | Luigi Montali            | Movimento Sociale Italiano – Destra Nazionale | 6.851   | 5,6  |
|                          | Giuseppe Mengarda        | Partito Repubblicano Italiano                 | 6.002   | 4,9  |
|                          | Franca Berger            | Partito Radicale                              | 2.843   | 2,3  |
|                          | Remo Branz               | Partito Socialista Democratico Italiano       | 2.585   | 2,1  |
|                          | Graziano Catanzariti     | Partito Liberale Italiano                     | 1.661   | 1,4  |
|                          | Enrico Pruner            | Partito Popolare Trentino Tirolese            | 1.162   | 0,9  |
|                          | Giovanni Dori            | Lista per Trieste                             | 331     | 0,3  |
| Gesamt                   | Gesamt                   | Gesamt                                        | 122.980 | 100  |
|                          |                          |                                               |         |      |
| Ungültige Stimmen        | Ungültige Stimmen        | Ungültige Stimmen                             | 10.538  | 7,9  |
| Wähler                   | Wähler                   | Wähler                                        | 133.518 | 91,5 |
| Wahlberechtigte          | Wahlberechtigte          | Wahlberechtigte                               | 145.888 |      |
|                          |                          |                                               |         |      |
| Quelle: Innenministerium |                          |                                               |         |      |

#### Wahl 1987
| Kandidaten               | Kandidaten         | Parteien                                      | Stimmen | %    |
| ------------------------ | ------------------ | --------------------------------------------- | ------- | ---- |
|                          | Roland Rizgewählt  | Südtiroler Volkspartei                        | 56.163  | 42,0 |
|                          | Andrea Mitolo      | Movimento Sociale Italiano – Destra Nazionale | 24.067  | 18,0 |
|                          | Armando Magnabosco | Democrazia Cristiana                          | 16.090  | 12,0 |
|                          | Claudio Nolet      | PSI – PSDI – PR – Verdi                       | 16.039  | 12,0 |
|                          | Lionello Bertoldi  | Partito Comunista Italiano                    | 11.414  | 8,5  |
|                          | J. Stieler         | Wahlverband des Heimatbundes                  | 3.505   | 2,6  |
|                          | F. Rispoli         | Partito Repubblicano Italiano                 | 2.636   | 2,0  |
|                          | G. Giardini        | Democrazia Proletaria                         | 1.539   | 1,1  |
|                          | A. Augscheller     | Liga Veneta – Pensionati Uniti                | 1.161   | 0,9  |
|                          | A. Seno            | Partito Liberale Italiano                     | 1.080   | 0,8  |
|                          | G. Muriti          | Alleanza Popolare Pensionati                  | 137     | 0,1  |
| Gesamt                   | Gesamt             | Gesamt                                        | 133.831 | 100  |
|                          |                    |                                               |         |      |
| Ungültige Stimmen        | Ungültige Stimmen  | Ungültige Stimmen                             | 6.219   | 4,4  |
| Wähler                   | Wähler             | Wähler                                        | 140.050 | 92,6 |
| Wahlberechtigte          | Wahlberechtigte    | Wahlberechtigte                               | 151.284 |      |
|                          |                    |                                               |         |      |
| Quelle: Innenministerium |                    |                                               |         |      |

## Seit 1991

### Wahlkreisgebiet
Zum Wahlkreis gehören folgende Gemeinden: Aldein, Altrei, Eppan, Bozen, Branzoll, Kaltern, Karneid, Kurtatsch, Kurtinig, Neumarkt, Leifers, Margreid, Montan, Auer, Salurn, Tramin, Truden und Pfatten.

### Wahlergebnisse

#### Wahl 1992
| Kandidaten               | Kandidaten          | Parteien                                      | Stimmen | %    |
| ------------------------ | ------------------- | --------------------------------------------- | ------- | ---- |
|                          | Karl Ferrarigewählt | Südtiroler Volkspartei                        | 30.411  | 31,1 |
|                          | Pietro Mitolo       | Movimento Sociale Italiano – Destra Nazionale | 15.530  | 15,9 |
|                          | Gaetano Marcon      | Democrazia Cristiana                          | 12.553  | 12,8 |
|                          | Alexander Langer    | Federazione dei Verdi                         | 11.307  | 11,6 |
|                          | Pierre Carniti      | Partito Socialista Italiano                   | 9.772   | 10,0 |
|                          | Silvano Bassetti    | Senza Confini (PDS – PRC – La Rete – PR)      | 6.039   | 6,2  |
|                          | Carlo Tonini        | Lega Nord                                     | 4.917   | 5,0  |
|                          | Pietro Venturini    | Partito Repubblicano Italiano                 | 3.067   | 3,1  |
|                          | Paolo Bassani       | Partito Liberale Italiano                     | 2.197   | 2,2  |
|                          | Alfons Holzer       | Federalismo – Pensionati Uomini Vivi          | 2.026   | 2,1  |
| Gesamt                   | Gesamt              | Gesamt                                        | 97.819  | 100  |
|                          |                     |                                               |         |      |
| Ungültige Stimmen        | Ungültige Stimmen   | Ungültige Stimmen                             | 6.833   | 6,5  |
| Wähler                   | Wähler              | Wähler                                        | 104.652 | 92,6 |
| Wahlberechtigte          | Wahlberechtigte     | Wahlberechtigte                               | 112.979 |      |
|                          |                     |                                               |         |      |
| Quelle: Innenministerium |                     |                                               |         |      |

#### Wahl 1994
| Kandidaten               | Kandidaten          | Parteien                                                           | Stimmen | %    |
| ------------------------ | ------------------- | ------------------------------------------------------------------ | ------- | ---- |
|                          | Karl Ferrarigewählt | Südtiroler Volkspartei                                             | 33.684  | 34,2 |
|                          | Arnaldo Loner       | Autonomia Democrazia (PDS – FdV – PSI – PPI – PRI – PSDI – Andere) | 24.151  | 24,5 |
|                          | Ruggero Benussi     | Alleanza Nazionale                                                 | 23.343  | 23,7 |
|                          | Carlo Fustos Ermen  | Polo delle Libertà                                                 | 15.530  | 15,7 |
|                          | Daniela Riolfatti   | Partito della Legge Naturale                                       | 1.927   | 2,0  |
| Gesamt                   | Gesamt              | Gesamt                                                             | 98.635  | 100  |
|                          |                     |                                                                    |         |      |
| Ungültige Stimmen        | Ungültige Stimmen   | Ungültige Stimmen                                                  | 6.648   | 6,3  |
| Wähler                   | Wähler              | Wähler                                                             | 105.283 | 91,8 |
| Wahlberechtigte          | Wahlberechtigte     | Wahlberechtigte                                                    | 114.667 |      |
|                          |                     |                                                                    |         |      |
| Quelle: Innenministerium |                     |                                                                    |         |      |

#### Wahl 1996
| Kandidaten               | Kandidaten              | Parteien                     | Stimmen | %    |
| ------------------------ | ----------------------- | ---------------------------- | ------- | ---- |
|                          | Adriana Pasqualigewählt | Polo per le Libertà          | 33.518  | 35,2 |
|                          | Giuseppina Di Gesaro    | L’Ulivo                      | 25.695  | 27,0 |
|                          | Karl Ferrari            | Südtiroler Volkspartei       | 24.689  | 25,9 |
|                          | Johann Stieler          | Union für Südtirol           | 5.381   | 5,6  |
|                          | Guido Casanova          | Lega Nord                    | 4.579   | 4,8  |
|                          | Agnes Christianell      | Partito della Legge Naturale | 1.481   | 1,6  |
| Gesamt                   | Gesamt                  | Gesamt                       | 95.343  | 100  |
|                          |                         |                              |         |      |
| Ungültige Stimmen        | Ungültige Stimmen       | Ungültige Stimmen            | 9.316   | 8,9  |
| Wähler                   | Wähler                  | Wähler                       | 104.659 | 89,2 |
| Wahlberechtigte          | Wahlberechtigte         | Wahlberechtigte              | 117.340 |      |
|                          |                         |                              |         |      |
| Quelle: Innenministerium |                         |                              |         |      |

#### Wahl 2001
| Kandidaten               | Kandidaten             | Parteien                             | Stimmen | %    |
| ------------------------ | ---------------------- | ------------------------------------ | ------- | ---- |
|                          | Oskar Peterlinigewählt | Südtiroler Volkspartei – L’Ulivo     | 53.439  | 54,6 |
|                          | Adriana Pasquali       | Casa delle Libertà                   | 33.237  | 33,9 |
|                          | Viviana Delli Zotti    | Italia dei Valori                    | 4.803   | 4,9  |
|                          | Fabio Visentin         | Partito della Rifondazione Comunista | 3.485   | 3,6  |
|                          | Enrico Hell            | Lista Emma Bonino                    | 2.970   | 3,0  |
| Gesamt                   | Gesamt                 | Gesamt                               | 97.934  | 100  |
|                          |                        |                                      |         |      |
| Ungültige Stimmen        | Ungültige Stimmen      | Ungültige Stimmen                    | 7.048   | 6,7  |
| Wähler                   | Wähler                 | Wähler                               | 104.982 | 86,4 |
| Wahlberechtigte          | Wahlberechtigte        | Wahlberechtigte                      | 121.554 |      |
|                          |                        |                                      |         |      |
| Quelle: Innenministerium |                        |                                      |         |      |

#### Wahl 2006
| Kandidaten               | Kandidaten             | Parteien                          | Stimmen | %    |
| ------------------------ | ---------------------- | --------------------------------- | ------- | ---- |
|                          | Oskar Peterlinigewählt | Südtiroler Volkspartei – L’Unione | 56.988  | 57,9 |
|                          | Giovanni Benussi       | Alleanza Nazionale                | 33.515  | 34,0 |
|                          | Raffaele De Matteis    | Fiamma Tricolore                  | 3.203   | 3,3  |
|                          | Stefan Gutweniger      | Die Freiheitlichen                | 2.685   | 2,7  |
|                          | Giuseppe Criaco        | Partito Pensionati                | 2.049   | 2,1  |
| Gesamt                   | Gesamt                 | Gesamt                            | 98.440  | 100  |
|                          |                        |                                   |         |      |
| Ungültige Stimmen        | Ungültige Stimmen      | Ungültige Stimmen                 | 4.788   | 4,6  |
| Wähler                   | Wähler                 | Wähler                            | 103.228 | 88,6 |
| Wahlberechtigte          | Wahlberechtigte        | Wahlberechtigte                   | 116.509 |      |
|                          |                        |                                   |         |      |
| Quelle: Innenministerium |                        |                                   |         |      |

#### Wahl 2008
| Kandidaten               | Kandidaten             | Parteien                                          | Stimmen | %    |
| ------------------------ | ---------------------- | ------------------------------------------------- | ------- | ---- |
|                          | Oskar Peterlinigewählt | Südtiroler Volkspartei – Insieme per le Autonomie | 43.235  | 46,1 |
|                          | Maurizio Vezzali       | Il Popolo della Libertà                           | 26.265  | 28,0 |
|                          | Sandro Angelucci       | La Sinistra l’Arcobaleno                          | 8.539   | 9,1  |
|                          | Sandro Repetto         | Unione di Centro                                  | 5.528   | 5,9  |
|                          | Luigi Schiatti         | La Destra – Fiamma Tricolore                      | 4.947   | 5,3  |
|                          | Arno Mall              | Die Freiheitlichen                                | 3.433   | 3,7  |
|                          | Franz Gasser           | Union für Südtirol                                | 1.872   | 2,0  |
| Gesamt                   | Gesamt                 | Gesamt                                            | 93.819  | 100  |
|                          |                        |                                                   |         |      |
| Ungültige Stimmen        | Ungültige Stimmen      | Ungültige Stimmen                                 | 5.461   | 5,5  |
| Wähler                   | Wähler                 | Wähler                                            | 99.280  | 85,1 |
| Wahlberechtigte          | Wahlberechtigte        | Wahlberechtigte                                   | 116.698 |      |
|                          |                        |                                                   |         |      |
| Quelle: Innenministerium |                        |                                                   |         |      |

#### Wahl 2013
| Kandidaten               | Kandidaten                          | Parteien                                     | Stimmen | %    |
| ------------------------ | ----------------------------------- | -------------------------------------------- | ------- | ---- |
|                          | Francesco Palermogewählt            | Partito Democratico – Südtiroler Volkspartei | 47.623  | 51,8 |
|                          | Maria Teresa Fortini                | Movimento 5 Stelle                           | 14.335  | 15,6 |
|                          | Mario Tagnin                        | Il Popolo della Libertà                      | 11.480  | 12,5 |
|                          | Christian Trafoier                  | Die Freiheitlichen                           | 7.347   | 8,0  |
|                          | Alessandro Urzì                     | L’Alto Adige nel Cuore                       | 4.054   | 4,4  |
|                          | Giorgio Holzmann                    | Fratelli d’Italia                            | 2.365   | 2,6  |
|                          | Fera Iris Franceschini              | Rivoluzione Civile                           | 1.597   | 1,7  |
|                          | Maurizio Puglisi Ghizzi             | CasaPound Italia                             | 1.159   | 1,3  |
|                          | Franco Staffa                       | Fare per Fermare il Declino                  | 920     | 1,0  |
|                          | Eriprando Della Torre di Valsassina | La Destra                                    | 633     | 0,7  |
|                          | Oscar Ferrari                       | Partito per Tutti – Partei für Alle          | 426     | 0,5  |
| Gesamt                   | Gesamt                              | Gesamt                                       | 91.939  | 100  |
|                          |                                     |                                              |         |      |
| Ungültige Stimmen        | Ungültige Stimmen                   | Ungültige Stimmen                            | 4.924   | 5,1  |
| Wähler                   | Wähler                              | Wähler                                       | 96.863  | 82,6 |
| Wahlberechtigte          | Wahlberechtigte                     | Wahlberechtigte                              | 117.224 |      |
|                          |                                     |                                              |         |      |
| Quelle: Innenministerium |                                     |                                              |         |      |

#### Wahl 2018
| Kandidaten               | Kandidaten                | Stimmen | %    | Listen                   | Stimmen | %    |
| ------------------------ | ------------------------- | ------- | ---- | ------------------------ | ------- | ---- |
|                          | Gianclaudio Bressagewählt | 36.615  | 43,0 | SVP – PATT               | 22.459  | 26,4 |
| Partito Democratico      | Gianclaudio Bressagewählt | 36.615  | 43,0 | 11.094                   | 13,0    |      |
| +Europa                  | Gianclaudio Bressagewählt | 36.615  | 43,0 | 2.081                    | 2,4     |      |
| Italia Europa Insieme    | Gianclaudio Bressagewählt | 36.615  | 43,0 | 732                      | 0,9     |      |
| Civica Popolare          | Gianclaudio Bressagewählt | 36.615  | 43,0 | 249                      | 0,3     |      |
|                          | Massimo Bessone           | 21.655  | 25,5 | Lega                     | 12.536  | 14,7 |
| Forza Italia             | Massimo Bessone           | 21.655  | 25,5 | 6.211                    | 7,3     |      |
| Fratelli d’Italia        | Massimo Bessone           | 21.655  | 25,5 | 2.403                    | 2,8     |      |
| Noi con l’Italia – UDC   | Massimo Bessone           | 21.655  | 25,5 | 505                      | 0,6     |      |
|                          | Diego Nicolini            | 17.257  | 20,3 | Movimento 5 Stelle       | 17.257  | 20,3 |
|                          | Laura Polonioli           | 4.246   | 5,0  | Liberi e Uguali          | 4.246   | 5,0  |
|                          | Fulvio Cobaldi            | 3.338   | 3,9  | CasaPound Italia         | 3.338   | 3,9  |
|                          | Lidia Brisca              | 1.138   | 1,3  | Potere al Popolo!        | 1.138   | 1,3  |
|                          | Giovanni Vincenzini       | 836     | 1,0  | Il Popolo della Famiglia | 836     | 1,0  |
| Gesamt                   | Gesamt                    | 85.085  | 100  |                          | 85.085  | 100  |
|                          |                           |         |      |                          |         |      |
| Ungültige Stimmen        | Ungültige Stimmen         | 5.008   | 5,6  |                          |         |      |
| Wähler                   | Wähler                    | 90.093  | 75,3 |                          |         |      |
| Wahlberechtigte          | Wahlberechtigte           | 119.669 |      |                          |         |      |
|                          |                           |         |      |                          |         |      |
| Quelle: Innenministerium |                           |         |      |                          |         |      |

#### Wahl 2022
| Kandidaten               | Kandidaten             | Parteien                                            | Stimmen | %    |
| ------------------------ | ---------------------- | --------------------------------------------------- | ------- | ---- |
|                          | Luigi Spagnolligewählt | Democrazia Ambiente Futuro (PD-IDP – AVS – +Europa) | 21.894  | 26,1 |
|                          | Manfred Mayr           | SVP – PATT                                          | 21.401  | 25,5 |
|                          | Maurizio Bosatra       | Lega – FdI – FI – NM                                | 20.785  | 24,8 |
|                          | Renzo Roncat           | Movimento 5 Stelle                                  | 5.318   | 6,3  |
|                          | Hannes Loacker         | Vita                                                | 5.200   | 6,2  |
|                          | Stefania Gander        | Azione – Italia Viva                                | 4.393   | 5,2  |
|                          | Otto Mahlknecht        | Die Freiheitlichen                                  | 1.997   | 2,4  |
|                          | Ivo Fiorenza           | Italia Sovrana e Popolare                           | 1.657   | 2,0  |
|                          | Michelangelo Zanghi    | Unione Popolare                                     | 1.139   | 1,4  |
| Gesamt                   | Gesamt                 | Gesamt                                              | 83.784  | 100  |
|                          |                        |                                                     |         |      |
| Ungültige Stimmen        | Ungültige Stimmen      | Ungültige Stimmen                                   | 4.089   | 4,7  |
| Wähler                   | Wähler                 | Wähler                                              | 87.873  | 66,8 |
| Wahlberechtigte          | Wahlberechtigte        | Wahlberechtigte                                     | 131.556 |      |
|                          |                        |                                                     |         |      |
| Quelle: Innenministerium |                        |                                                     |         |      |